# Kim Peyton
Kim Peyton (Estados Unidos, 26 de enero de 1957-13 de diciembre de 1986) fue una nadadora estadounidense especializada en pruebas de estilo libre, donde consiguió ser campeona olímpica en 1976 en los 4 x 100 metros.

## Carrera deportiva
En los Juegos Olímpicos de Montreal 1976 ganó la medalla de oro en los relevos de 4 x 100 metros libre, con un tiempo de 3:44.82 segundos, por delante de República Democrática Alemana (plata) y Canadá (bronce), siendo sus compañeras de equipo las nadadoras: Jill Sterkel, Shirley Babashoff y Wendy Boglioli.